# Lukas Walchhütter
Lukas Walchhütter (* 10. Jänner 2004 in Bruck an der Mur) ist ein österreichischer Fußballspieler.

## Karriere

### Verein
Walchhütter begann seine Karriere beim SV St. Marein/St. Lorenzen. Im Jänner 2012 wechselte er zur Kapfenberger SV. Ab der Saison 2018/19 kam er als Kooperationsspieler in der Akademie des SK Sturm Graz zum Einsatz, in der er bis 2021 sämtliche Altersstufen durchlief. Zur Saison 2021/22 wurde die Kooperation in eine richtige Leihe umgewandelt und Walchhütter wurde somit auf den SK Sturm umgemeldet. Bei den Grazern gehörte er zwar dem Kader der Amateure an, zum Einsatz kam er allerdings weiterhin ausschließlich in der Akademie.
Im Jänner 2022 wurde er von Kapfenberg zurückbeordert und erhielt dort einen Profivertrag. Sein Debüt in der 2. Liga gab er im April 2022, als er am 22. Spieltag der Saison 2021/22 gegen den SV Lafnitz in der Halbzeitpause für Matthias Puschl eingewechselt wurde. In jener Partie verursachte er mit einem Eigentor den Treffer zum 3:2-Sieg für Lafnitz. In zweieinhalb Jahren kam er insgesamt zu 56 Zweitligaeinsätzen für Kapfenberg, in denen er dreimal traf.
Zur Saison 2024/25 wechselte Walchhütter nach Deutschland zum Regionalligisten Wacker Burghausen, bei dem er einen bis 2026 laufenden Vertrag erhielt.

### Nationalmannschaft
Walchhütter spielte im Februar 2019 erstmals für eine österreichische Jugendnationalauswahl. Im September 2021 debütierte er gegen Tschechien im U-18-Team.

## Familie
Sein Vater Helmut (* 1968), ein einstiger Amateurspieler, war zwischen 2017 und 2024 Torwarttrainer der Profimannschaft der Kapfenberger SV.